# Dave Gara
Dave Gara é o ex-baterista do Skid Row, tendo participado da banda entre 2004 e 2010. Em abril de 2010, foi anunciada a saída de Gara do Skid Row, sendo que Rob Hammersmith ocupou o seu lugar na banda.
Com o Skid Row, participou do álbum Revolutions Per Minute.